# Karl Hoffmann (Politiker, 1820)
Karl Hoffmann (* 2. Februar 1820 in St. Gallen; † 26. Juli 1895 ebenda) war ein Schweizer Politiker. Er vertrat 17 Jahre lang den Kanton St. Gallen im Ständerat. 1881 lehnte er die Wahl in den Bundesrat ab.

## Biografie
Er war der Sohn des aus Frankfurt am Main stammenden Kaufmanns Johann Martin Hoffmann. Nach dem Tod des Vaters und der Wiederverheiratung der Mutter war er ab 1832 Stiefsohn des St. Galler Rechtsanwalts und Kantonsrates Johann Baptist Gruber. Hoffmann studierte Rechtswissenschaft an den Universitäten Bern, Jena und München. Ab 1840 praktizierte er als Rechtsanwalt in St. Gallen. 1844 erhielt er das Schweizer Bürgerrecht, ein Jahr später heiratete er die Fabrikantentochter Sabine Elisabeth Steinlin.
Hoffmanns politische Karriere begann 1853 mit der Wahl in den St. Galler Kantonsrat, dem er bis 1870 und erneut von 1873 bis zu seinem Tode angehörte. Als Kandidat der radikalen Demokraten (später FDP) wurde er 1873 zusätzlich in den Ständerat gewählt. Er präsidierte die ständerätlichen Kommissionen, die für die Ausarbeitung des Obligationenrechts und des Schuldbetreibungs- und Konkursrechts zuständig waren. Die Bundesversammlung wählte Hoffmann am 22. Februar 1881 in den Bundesrat, doch er nahm die Wahl aus familiären Gründen nicht an und verzichtete zugunsten von Louis Ruchonnet. 1883 erhielt er die Ehrendoktorwürde der Universität Zürich, 1891 trat er als Ständerat zurück.
Eines seiner Kinder war der spätere Bundesrat Arthur Hoffmann.